# Spansk odyssé
Spansk odyssé är en reseskildring av Josef Kjellgren utgiven 1932. Den skildrar resor och fotvandringar som Kjellgren gjort genom Spanien ett par år tidigare.
Spansk odyssé är återutgiven i Josef  Kjellgrens samlade skrifter 1951 och som e-bok 2011.

## Mottagande
När boken utkom skrev signaturen S.B. i Bonniers Litterära Magasin: "Från andra reseskildrare kvarstår i minnet ett allmänt intryck av spansk kultur och politik, av 
mörkögda senoritor och solbadade, färgsprakande tjurfäktningar. Kjellgren ger just det av landet som inte kommer en till mötes på museer, som inte kan fångas genom ett kupéfönster. Han ger doften av jorden och sjön, han ger människorna som leva på och av jorden och sjön...[han]  berättar suggestivt och osentimentalt, med allvar och humor. Hans stil är kärv saklighet och frisk lyrik. Han ger luften, atmosfären, han ger verkligen landskapen och människorna, inte bara deras konturer och färger. Alla ens sinnen är engagerade vid läsningen, man slutar med en känsla av att själv ha varit i Spanien."